# Fosse no 4 - 4 bis des mines de Nœux
La fosse no 4 - 4 bis dite De Comines de Marsilly de la Compagnie des mines de Nœux est un ancien charbonnage du Bassin minier du Nord-Pas-de-Calais, situé à Hersin-Coupigny. La fosse no 4 est commencée le 26 mai 1866, près de la ligne de Bully - Grenay à Brias. Le fonçage se déroule sans problèmes, et la fosse commence à produire en 1868. Le puits no 4 bis est ajouté en 1898. La fosse no 10 est commencée le 28 juin 1911 sur un autre carreau afin d'assurer l'aérage. La fosse no 10 bis l'est le 4 mars 1914 à Bouvigny-Boyeffles, mais à cause de la mobilisation, les travaux n'ont jamais été repris. De nombreuses cités ont été édifiées tout autour de la fosse. Deux terrils coniques nos 40 et 41 sont édifiés à l'est de la fosse.
La Compagnie des mines de Nœux est nationalisée en 1946, et intègre le Groupe de Béthune. Le puits no 4 est arrêté à l'extraction en 1948 afin d'être équipé d'un nouveau chevalement métallique et d'une machine d'extraction à poulie Koepe. La fosse no 4 - 4 bis cesse d'extraire en 1962, ses puits sont remblayés l'année suivante. En 1964, la récente machine d'extraction sont réinstallés à la fosse Notre Dame. Les installations de la fosse sont ensuite détruites. Les deux terrils coniques sont exploités.
Un hard-discount Dia s'installe sur le carreau de fosse. Quelques maisons sont détruites. Au début du XXIe siècle, Charbonnages de France matérialise les têtes des puits nos 4 et 4 bis. Un sondage de décompression S58 est foré près de la fosse en 2004. Il subsiste les ateliers, les hangars, les écuries, les bureaux et le poste des transformateurs, ainsi qu'un château d'eau. À la fosse Notre Dame, le bâtiment de la machine d'extraction existe encore. La plupart des cités ont été rénovées, d'autres sont destinées à la démolition. Les terrils sont devenus des espaces verts.

## La fosse

### Fonçage
La fosse no 4 est commencée le 26 mai 1866 à Hersin-Coupigny, près de la ligne de Bully - Grenay à Brias, à 1 794 mètres au sud-ouest de la fosse no 2 - 2 bis. La fosse est entreprise également à 800 mètres au sud du clocher du village, dans l'angle nord de l'intersection du moulin de Coupigny à Bouvigny-Boyeffles avec le chemin de Servin à Béthune.
Le puits est situé à l'altitude de 83,97 mètres,. Le niveau est passé sans machine d'épuisement. Le diamètre utile du puits est de 4,25 mètres,. Le terrain houiller est atteint à la profondeur de 146,97, 147,10 ou 148 mètres.

### Exploitation
Les travaux sont terminés en 1868, date à laquelle la fosse no 4 entre en exploitation,. La houille y est sèche et à longue flamme, et contient 40 % de matières volatiles.
Dans les années 1890, le puits no 4 est profond de 322 mètres, et les accrochages sont établis à 193, 238 et 284 mètres. Le puits no 4 bis est ajouté en 1898, à 37 mètres à l'ouest-nord-ouest.
Afin d'assurer l'aérage de la fosse no 4 - 4 bis, la fosse no 10 est commencée le 28 juin 1911 à Hersin-Coupigny, à 1 475 mètres au sud-sud-ouest. La fosse no 10 bis est commencée le 4 mars 1914 à Bouvigny-Boyeffles à 1 412 mètres au sud-est, mais les travaux sont arrêtés à cause de la mobilisation, et n'ont jamais été repris,.
La Compagnie des mines de Nœux est nationalisée en 1946, et intègre le Groupe de Béthune. La production remonte par le puits no 4, alors que le puits no 4 bis est affecté à l'aérage. Le puits no 4 est arrêté à l'extraction en 1948 afin d'être équipé d'un nouveau chevalement métallique, à structure apparente, et d'une machine d'extraction à poulie Koepe. La veine Simone, située à la profondeur de 800 mètres, est exploitée par un rabot-bélier à partir de 1959. Une faille coupe le gisement à partir de cette profondeur.
La fosse no 4 - 4 bis cesse d'extraire en 1962. Les puits nos 4 et 4 bis, respectivement profonds de 819 et 732 mètres, sont remblayés l'année suivante. La machine d'extraction du puits no 4 et son bâtiment, datant de 1948, sont démontés et réinstallés au puits no 2 de la fosse Notre Dame des mines d'Aniche du Groupe de Douai à Waziers. Cette fosse a été approfondie, et, outre un nouveau chevalement, il lui fallait une machine d'extraction capable de descendre à une grande profondeur.

### Reconversion
Un hard-discount Dia s'installe sur le carreau de fosse, près des puits. Ces derniers sont situés sous le parking. Au début du XXIe siècle, Charbonnages de France matérialise la tête de puits. Le BRGM y effectue des inspections chaque année. Un sondage de décompression S58 est mis en place du 21 septembre au 11 octobre 2004. Son diamètre est de quatorze centimètres, et il a atteint la profondeur de 180 mètres,. Il est situé à 339 mètres au nord-est du puits no 4, entre le terril no 40 au sud, et des corons au nord.
Le bâtiment de la machine d'extraction est encore existant sur le site de la fosse Notre Dame. Sur le carreau de la fosse no 4 - 4 bis, il subsiste les ateliers, les hangars, les écuries, les bureaux et le poste des transformateurs. Il reste également un château d'eau entre les deux terrils.

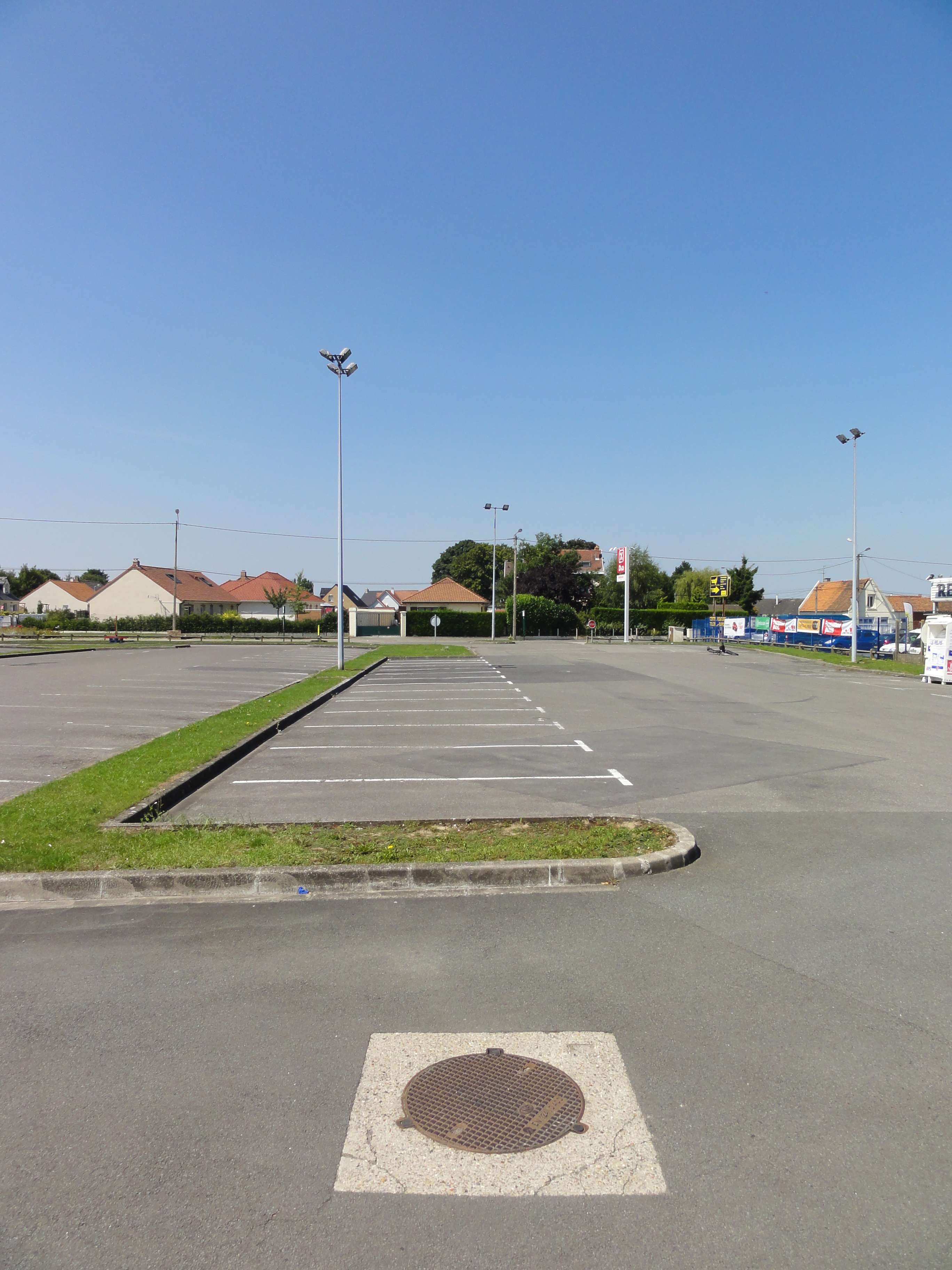
Le puits no 4 dans son environnement[note 4].
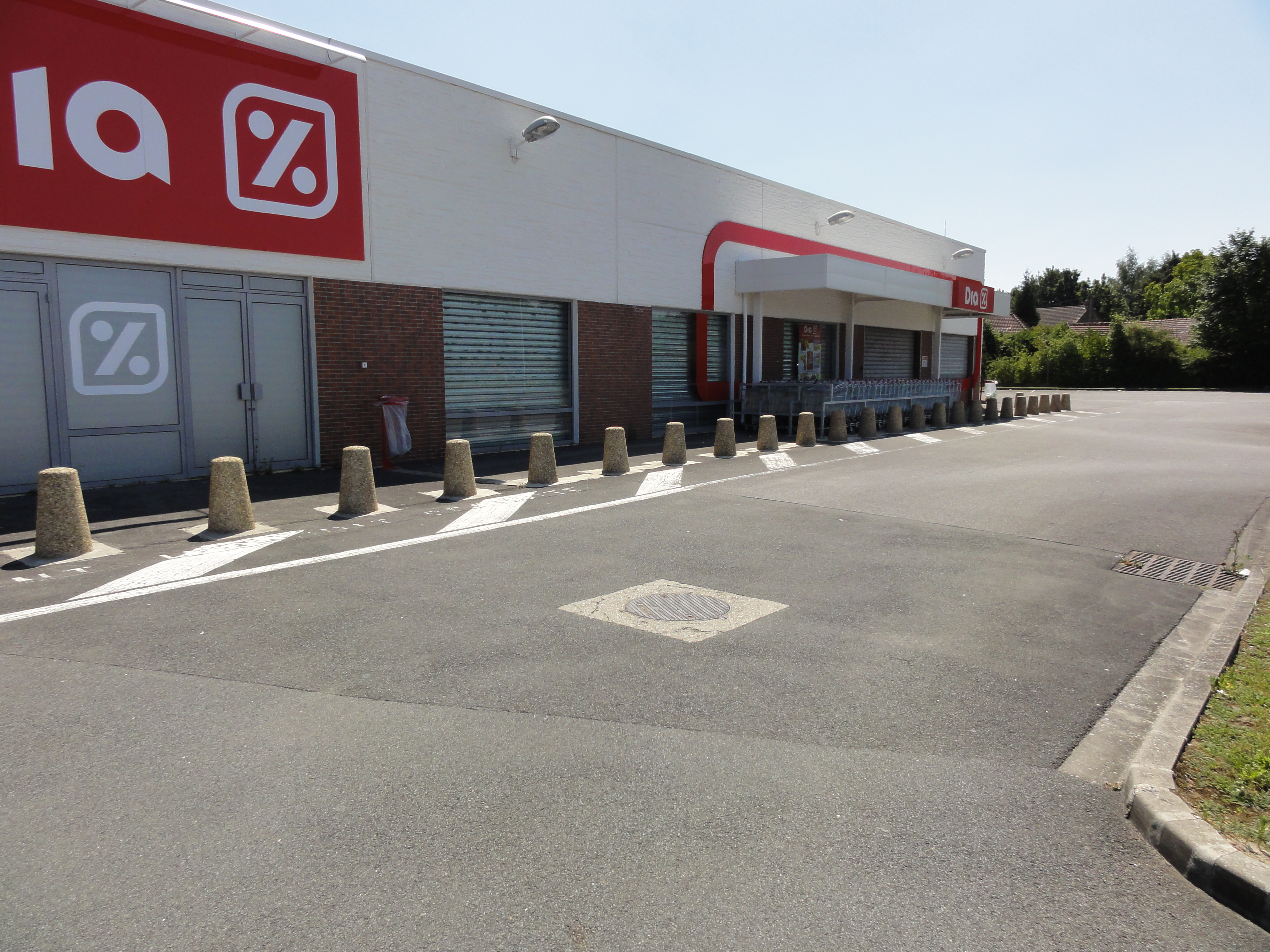
Le puits no 4 dans son environnement.
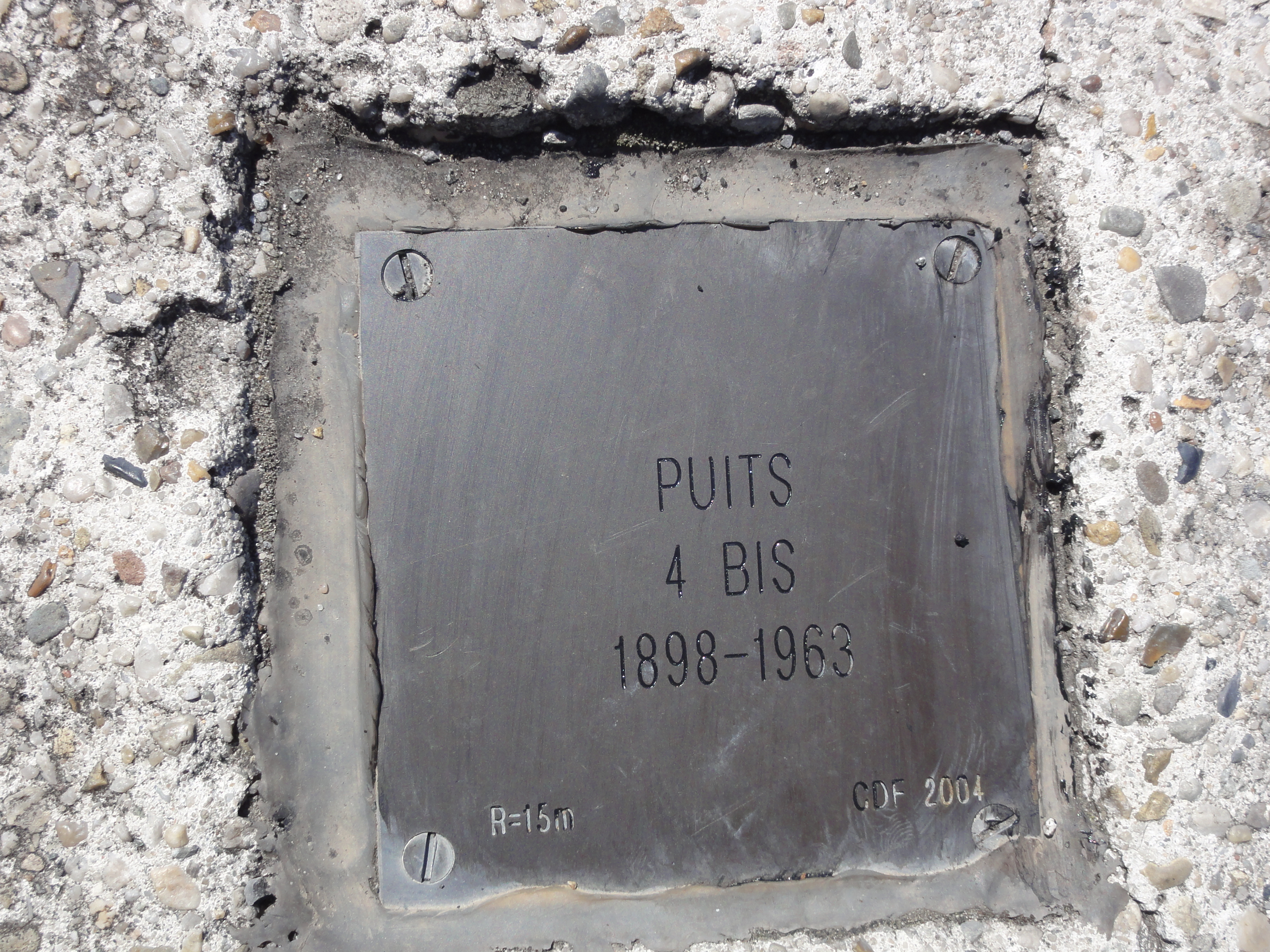
Puits no 4 bis, 1898 - 1963.
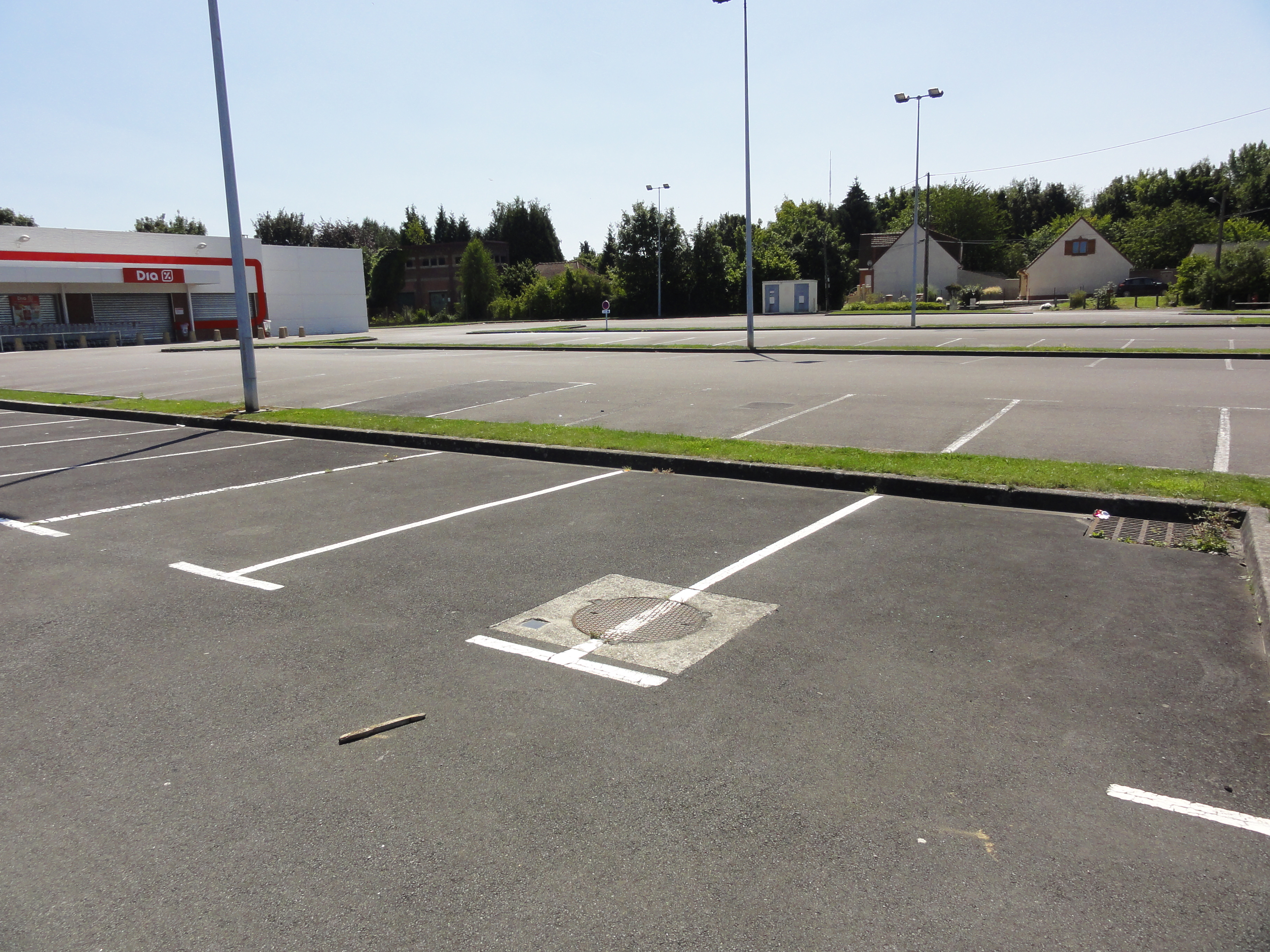
Le puits no 4 bis dans son environnement.
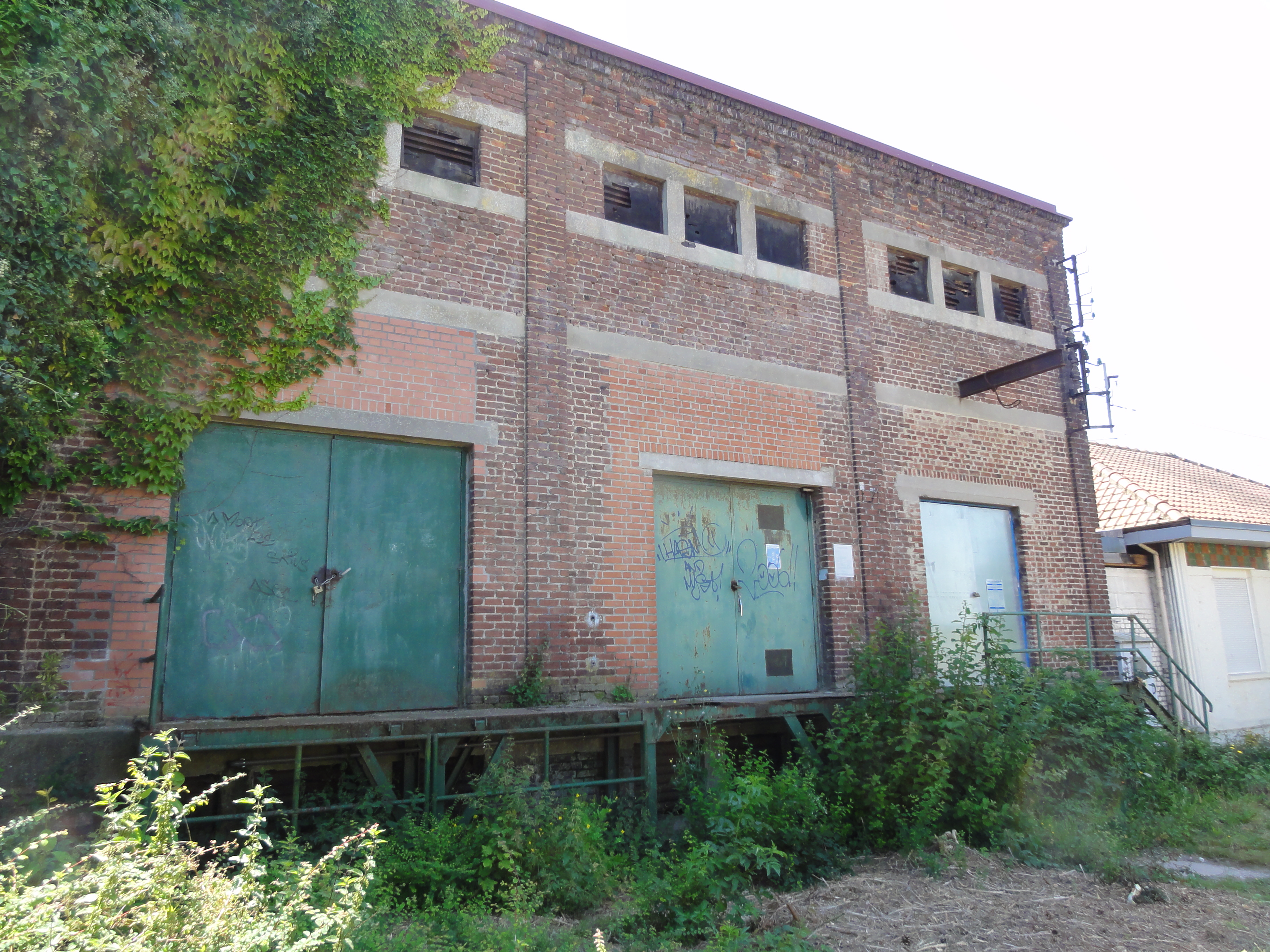
Le poste des transformateurs.
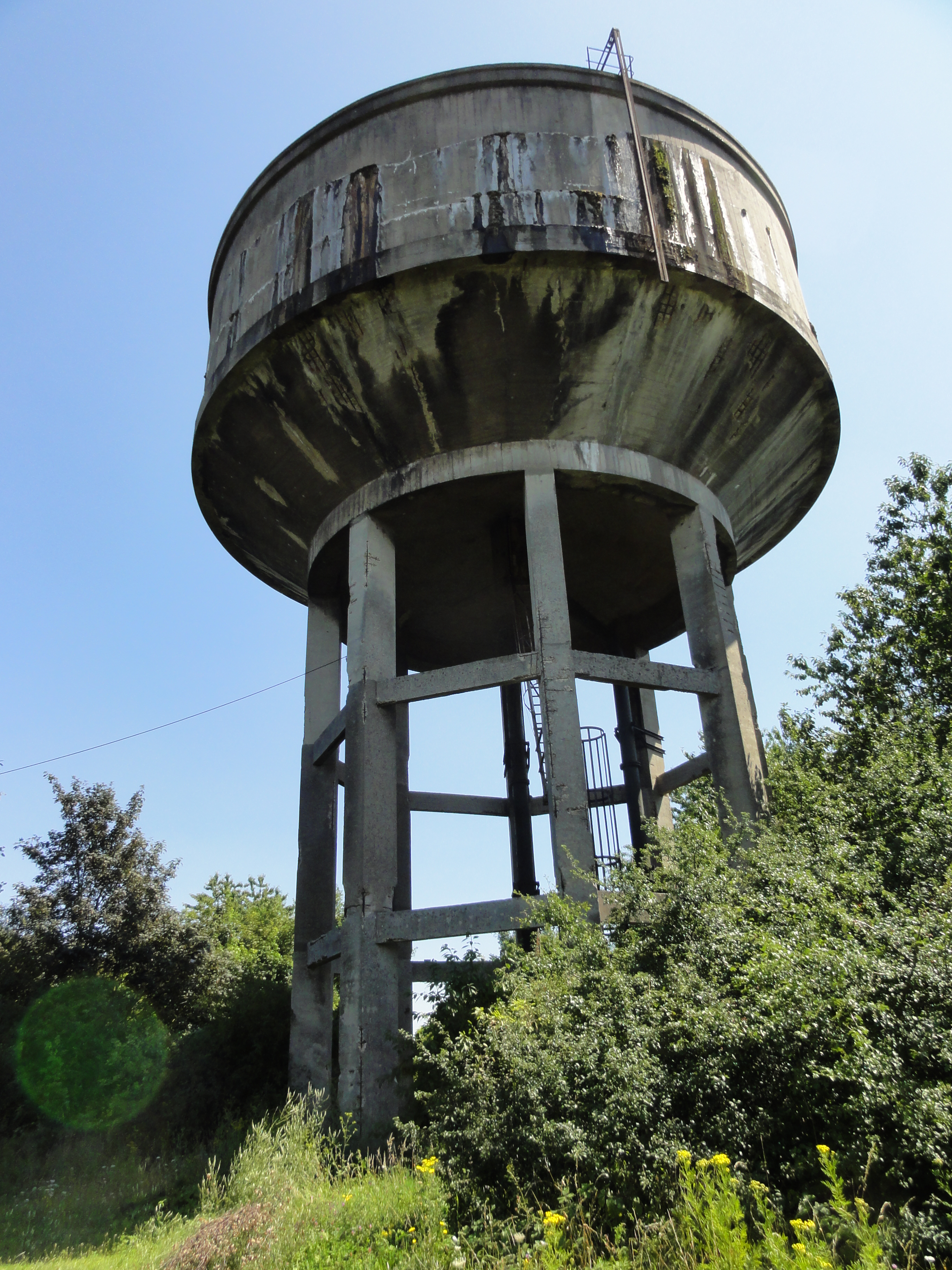
Le château d'eau.

## Les terrils
Deux terrils résultent de l'exploitation de la fosse.

### Terrilno40, 4 de Nœux Ouest

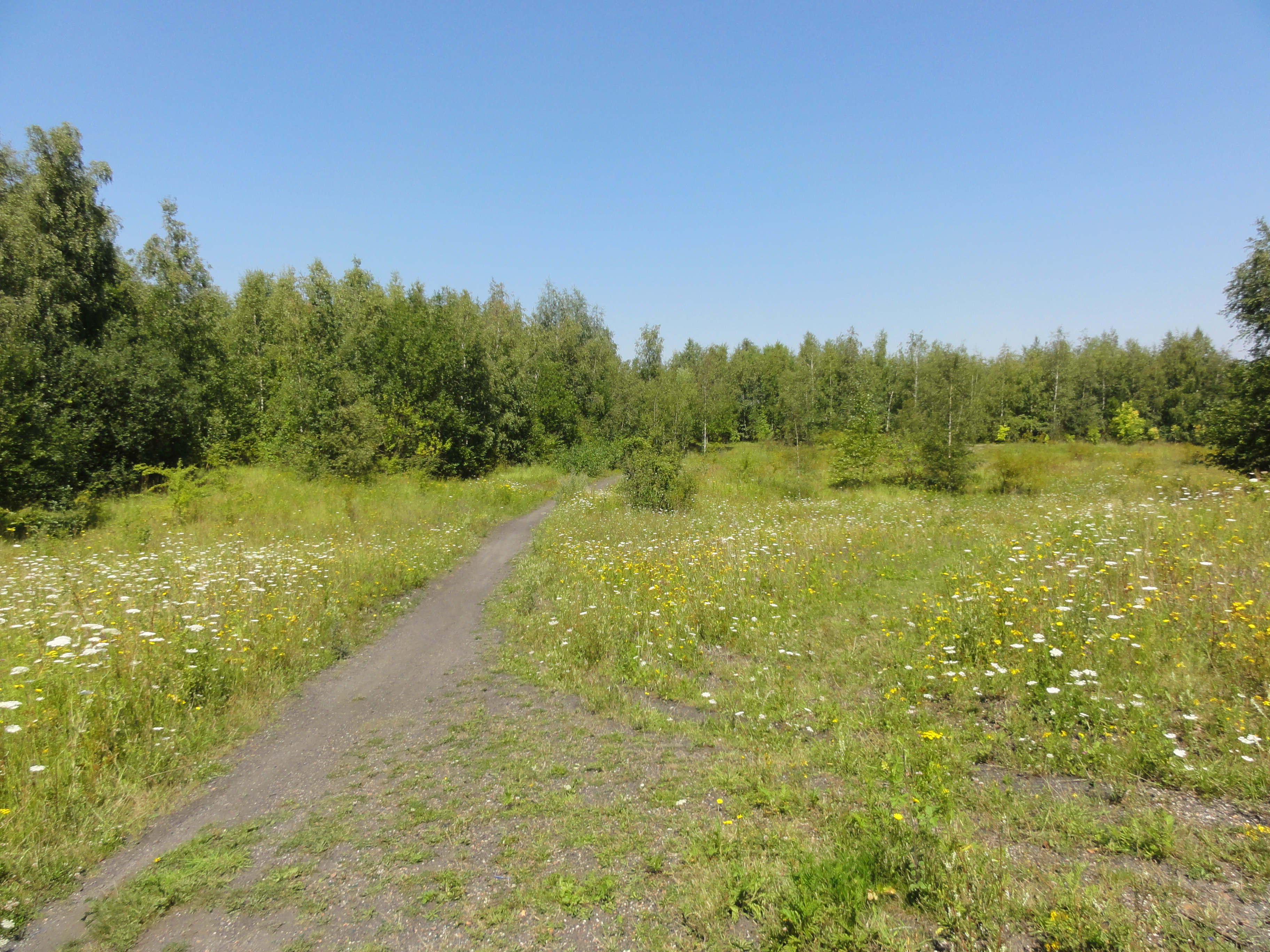
Le terril 4 de Nœux Ouest.

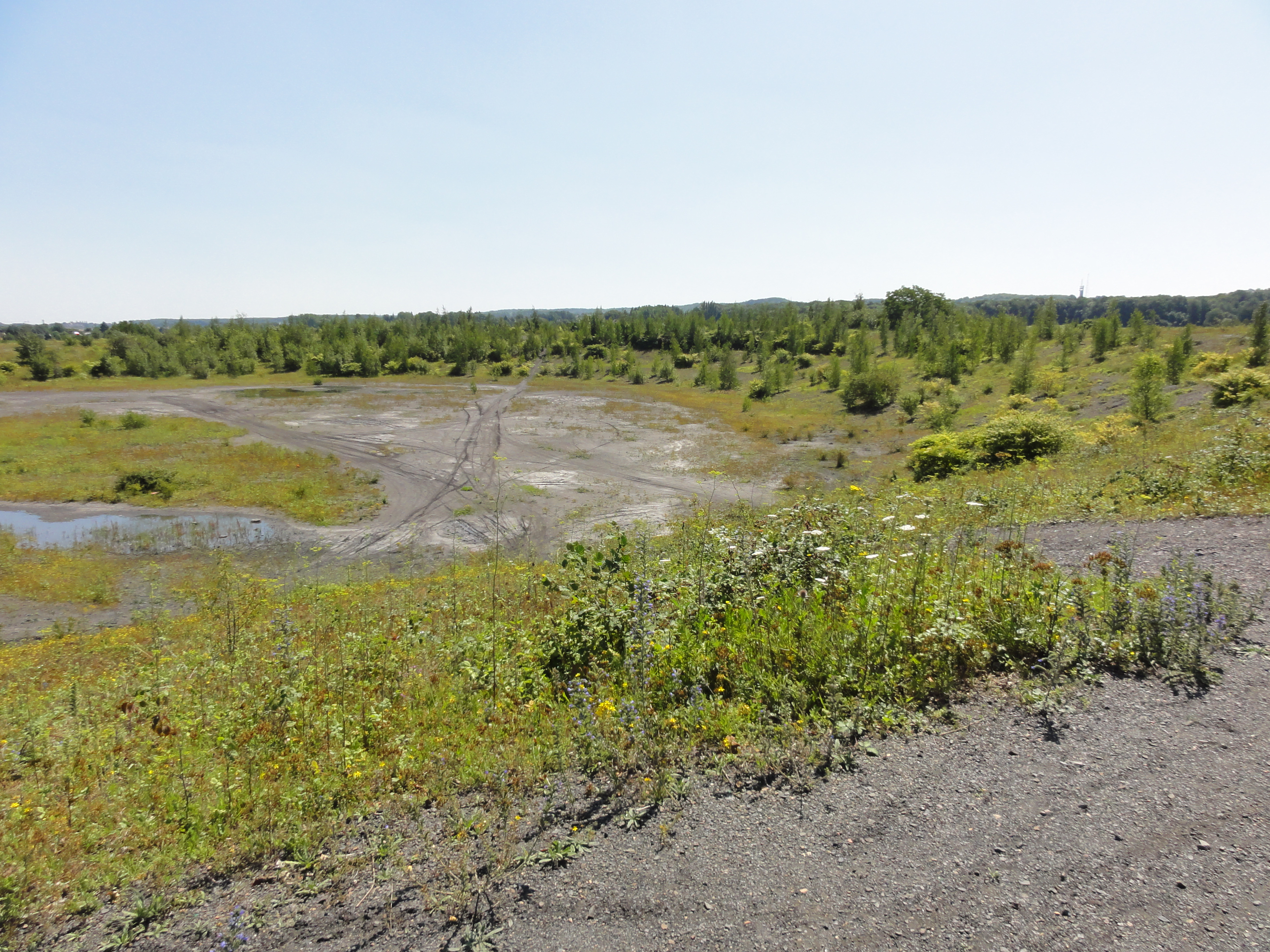
Le terril 4 de Nœux Est.

50° 26′ 43″ N, 2° 39′ 18″ E
Le terril no 40, situé à Hersin-Coupigny, a été alimenté par la fosse no 4 - 4 bis des mines de Nœux. Il s'agit d'un terril conique qui a été exploité, il n'en subsiste que la base.

### Terrilno41, 4 de Nœux Est
50° 26′ 35″ N, 2° 39′ 35″ E
Le terril no 41, situé à Hersin-Coupigny, a été alimenté par la fosse no 4 - 4 bis des mines de Nœux. Il s'agit d'un terril conique qui a été exploité, il n'en subsiste que la base.

## Les cités
De vastes cités ont été établies à proximité de la fosse, en plusieurs ensembles. La Compagnie de Nœux a construit des corons, puis des habitations groupées par deux ou par quatre. Enfin, après la Nationalisation, le Groupe de Béthune a agrandi certaines cités avec des habitations post-Nationalisation,.

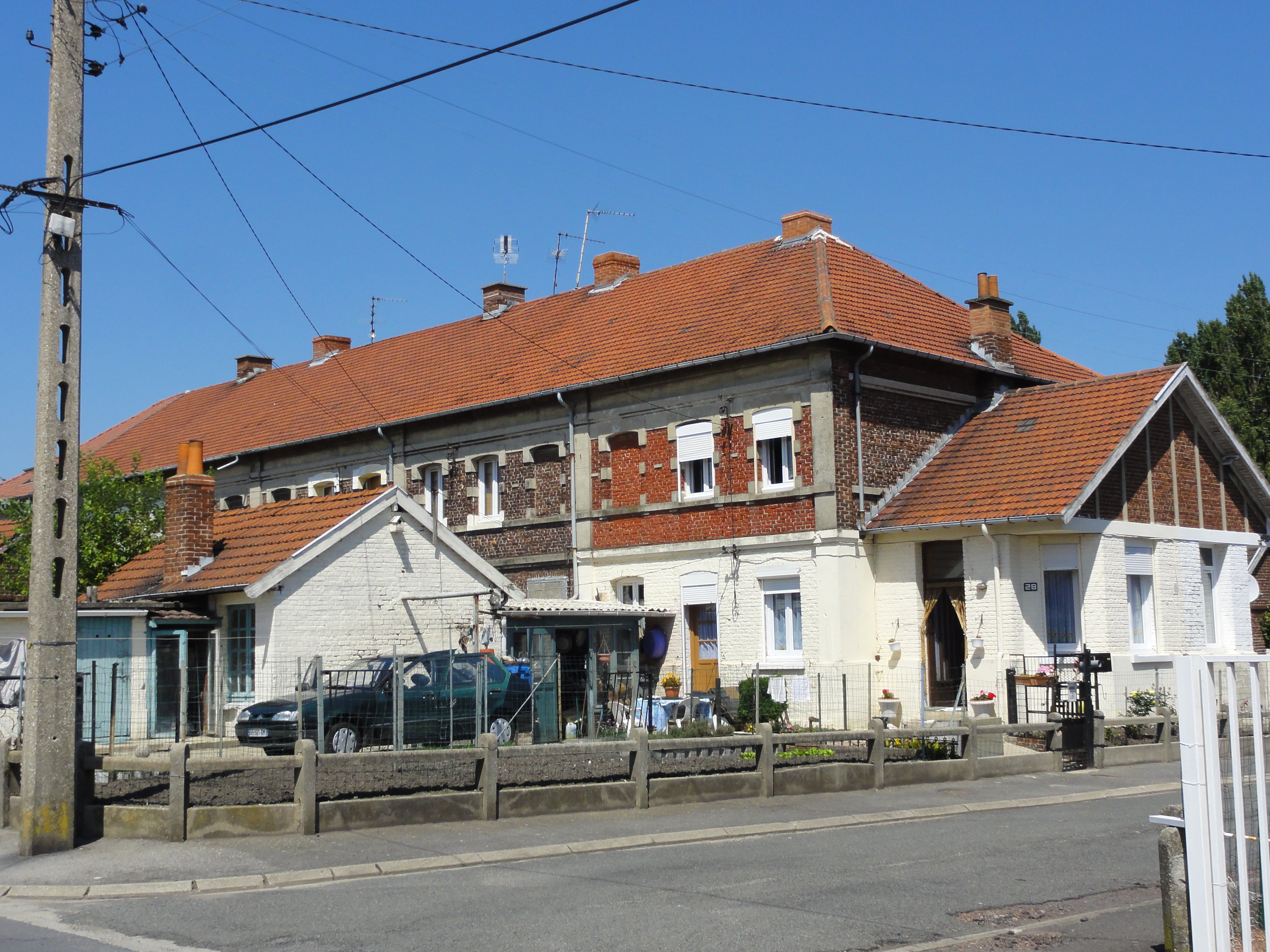
Un coron.
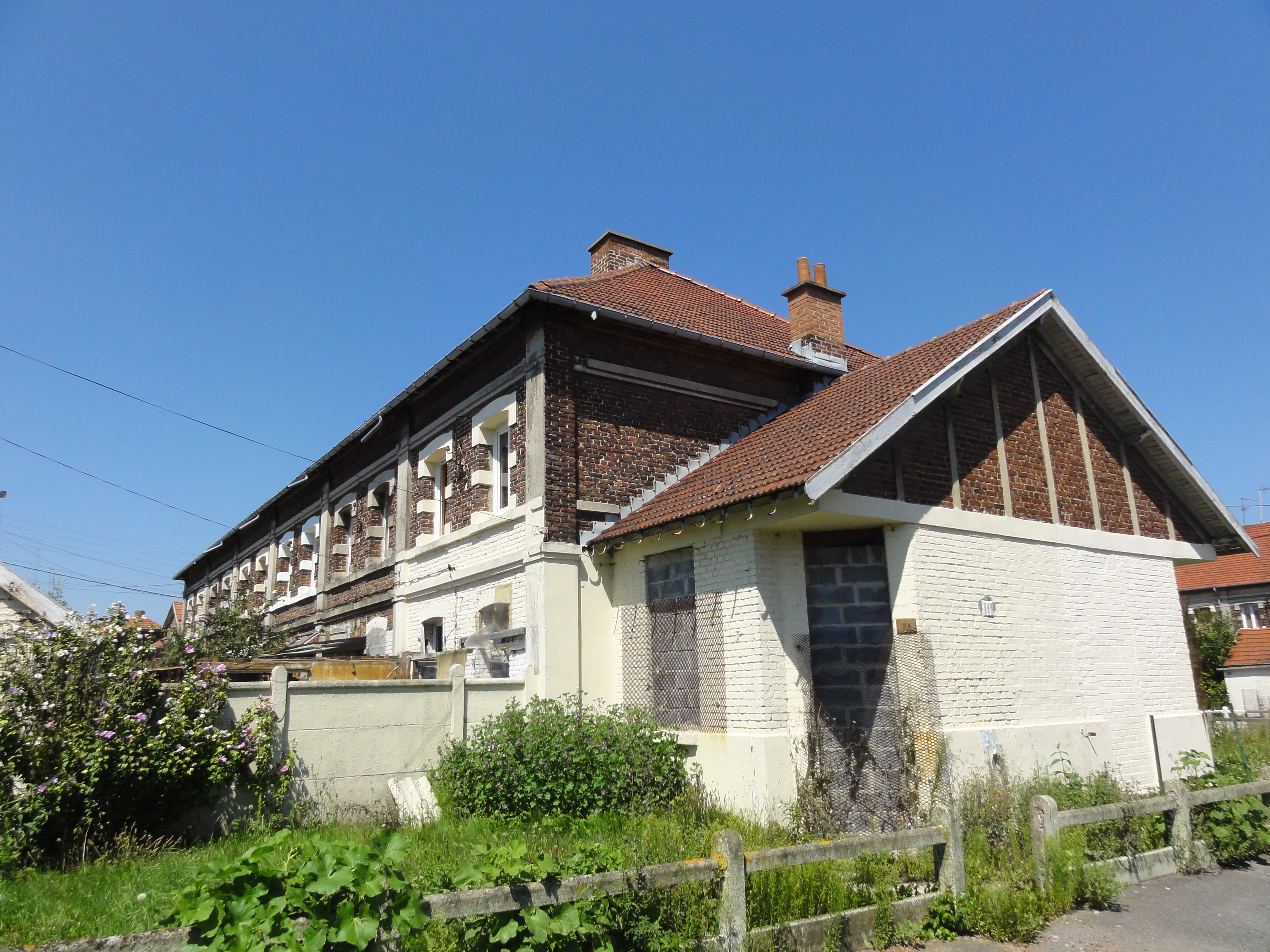
Un coron.
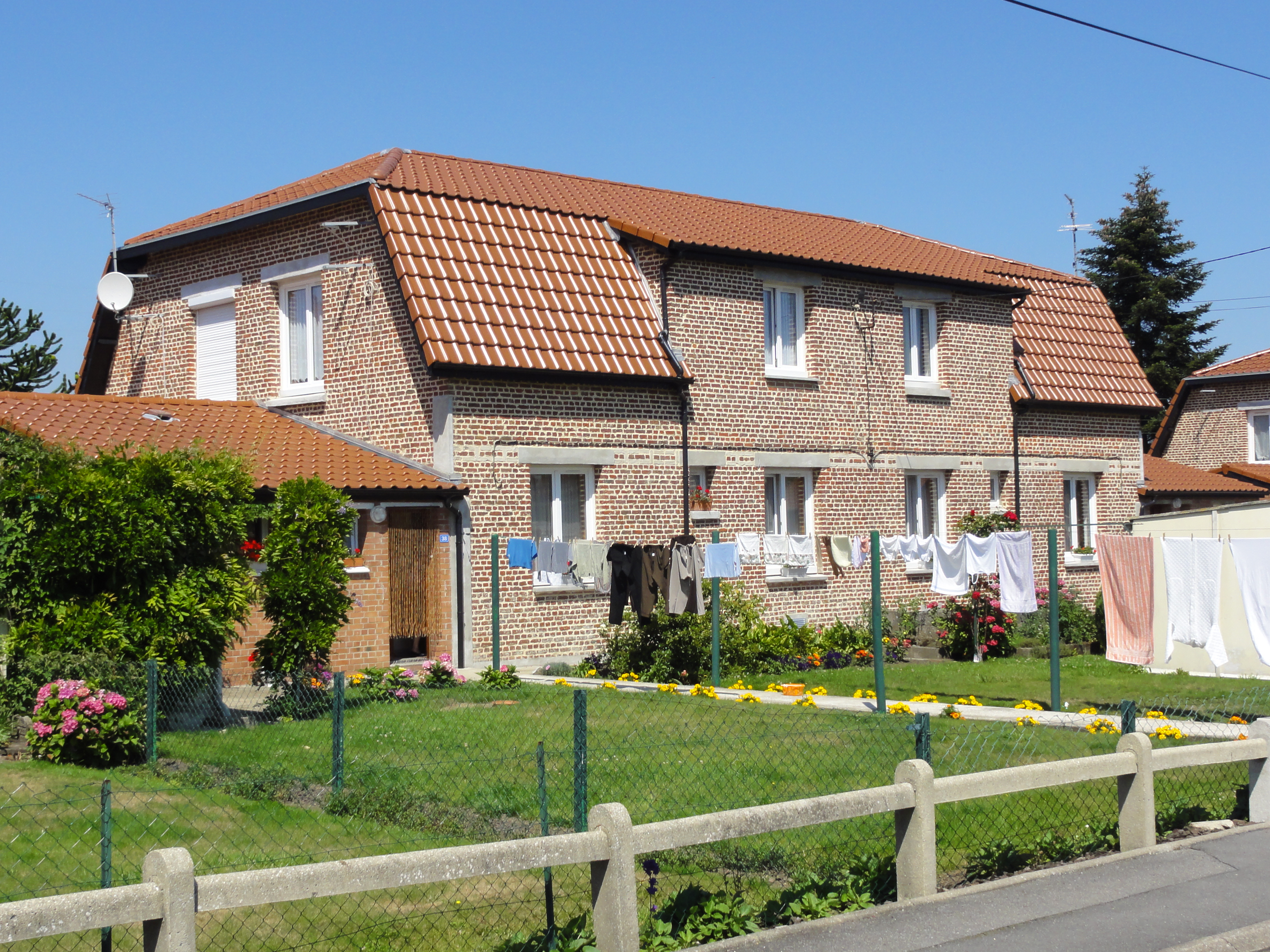
Des habitations groupées par quatre.
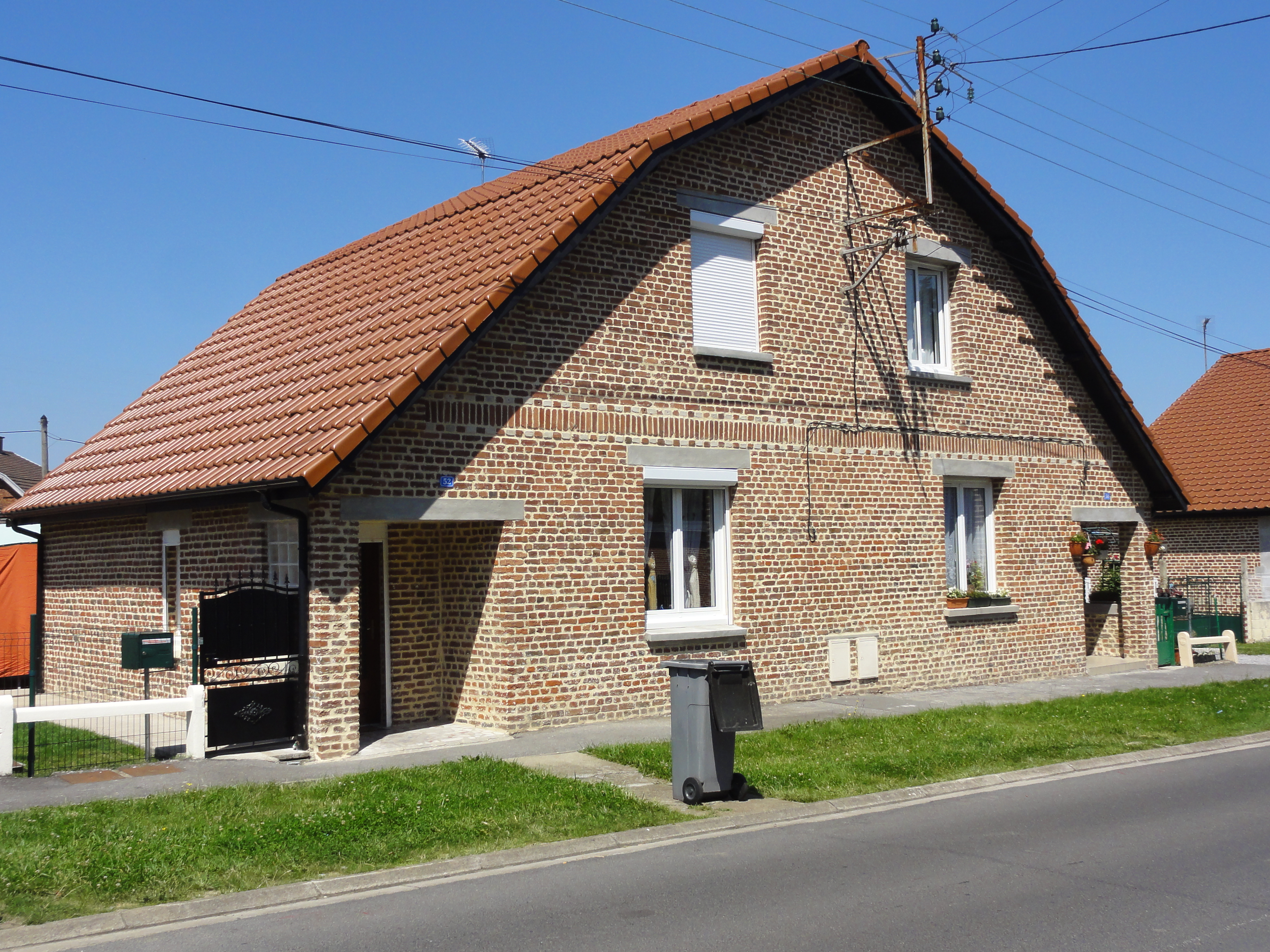
Des habitations groupées par deux.
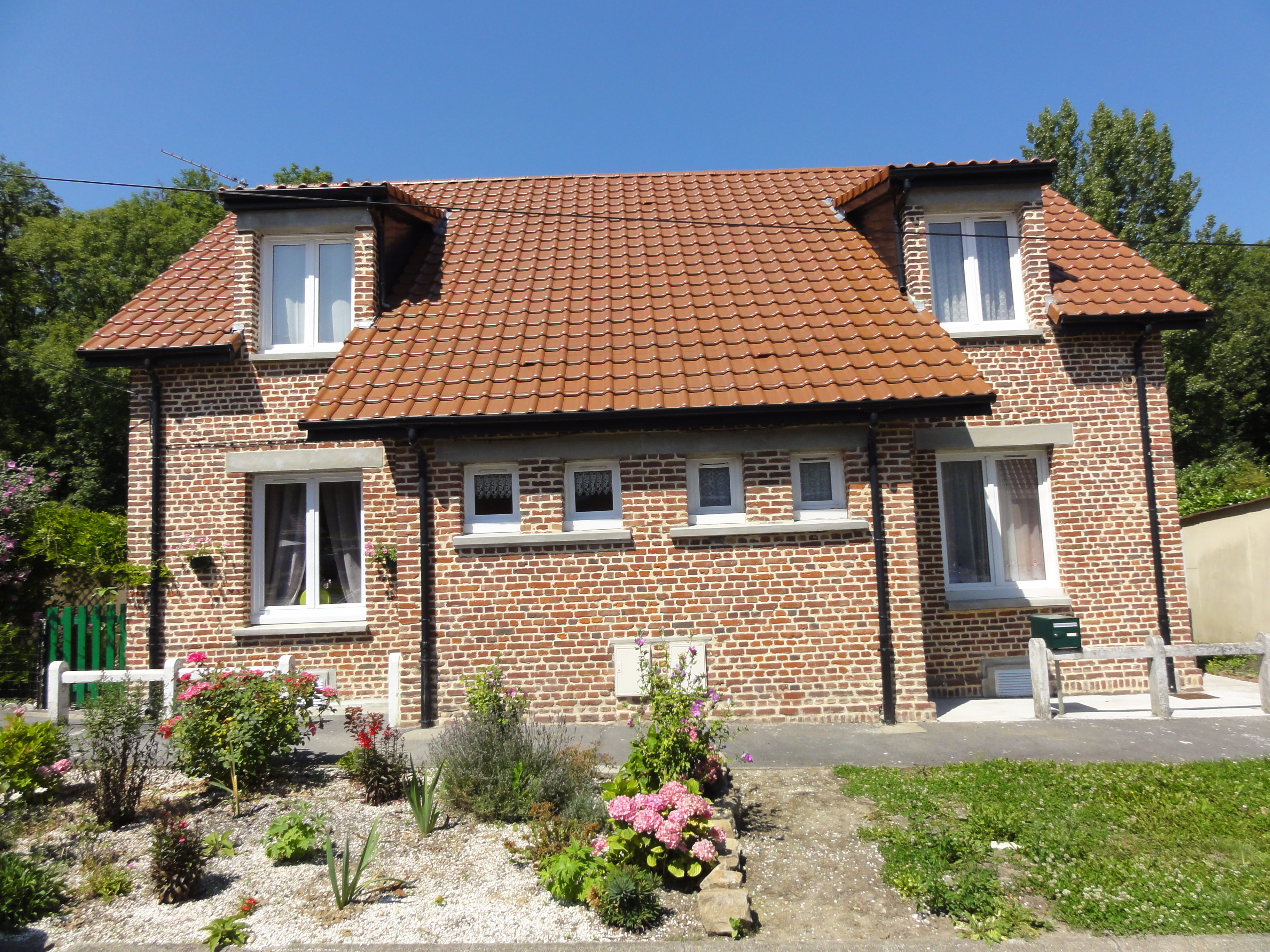
Des habitations groupées par deux.
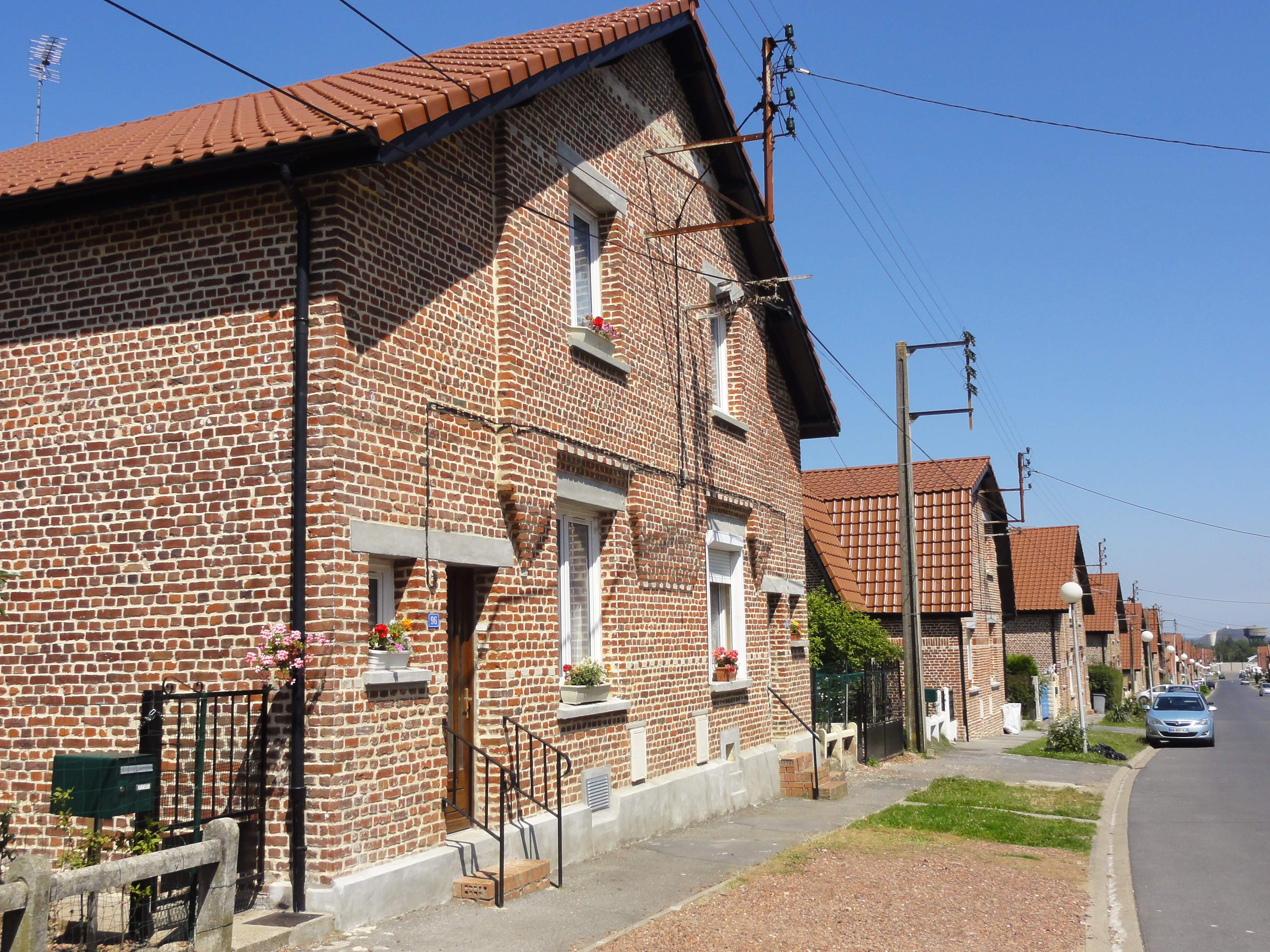
Des habitations groupées par deux.